# Friedrich Wilhelm Carl Umbreit

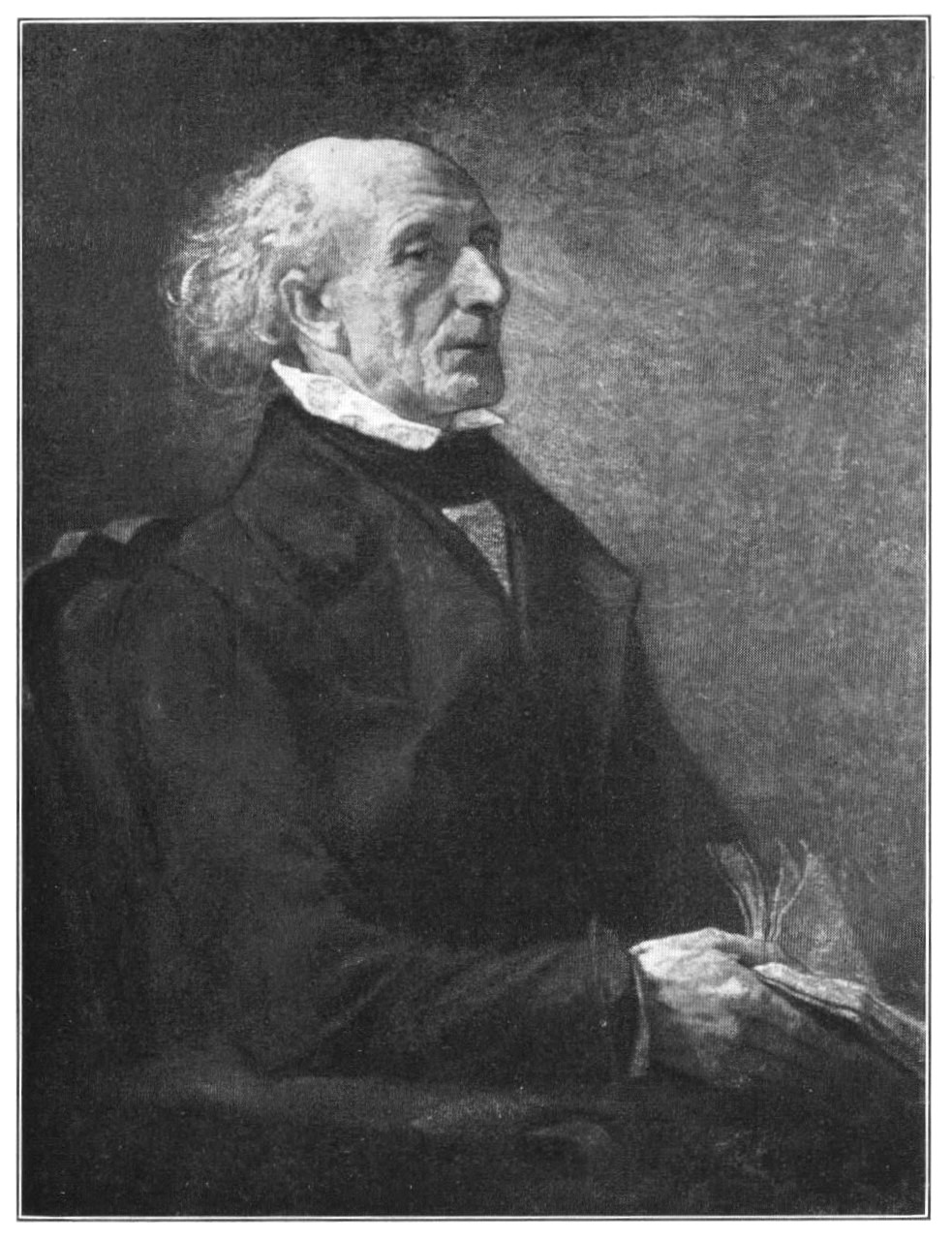
Bildnis des Geheimrats Prof. Umbreit, 1853, von Anselm Feuerbach

Friedrich Wilhelm Carl Umbreit (* 11. April 1795 in Sonneborn; † 26. April 1860 in Heidelberg) war ein deutscher evangelischer Theologe (Vermittlungstheologe, Alttestamentler).

## Leben
Als Sohn eines Organisten besuchte Umbreit von 1809 bis 1814 das Gymnasium Illustre in Gotha und studierte anschließend in Göttingen, unter anderem bei Eichhorn. 1819 verbrachte er einige Monate in Wien beim Orientalisten Hammer, mit dem ihn anschließend eine jahrzehntelange Freundschaft verband. 1820 wurde Umbreit außerordentlicher Professor für Altes Testament und Orientalische Philologie an der Philosophischen Fakultät der Universität Heidelberg, 1823 wurde er ordentlicher Professor. Er arbeitete eng mit Carl Christian Ullmann zusammen. Ab 1829 hatte er den alttestamentlichen Lehrstuhl in der Theologischen Fakultät Heidelberg inne.
Umbreit erhielt 1832 den Titel Kirchenrat, 1854 Geheimer Kirchenrat. 1858 erkrankte Umbreit und starb am 26. April 1860 in Heidelberg. Er war verheiratet und hatte drei Töchter.

## Mitgliedschaften
Friedrich Wilhelm Carl Umbreit war Mitglied der Deutschen Morgenländischen Gesellschaft.

## Werke
Neben zahlreichen Beiträgen in den von ihm gemeinsam mit Carl Christian Ullmann herausgegebenen Theologischen Studien und Kritiken war Umbreit auch als Bibelübersetzer tätig; er übersetzte unter anderem Teile der Psalmen, das Buch Hiob, die Sprüche, sowie
- Koheleth’s des weisen Königs Seelenkampf oder philosophische Betrachtungen über das höchste Gut, aus d. Hebräischen übers. u. als ein Ganzes dargest: Ein Versuch. Gotha: Becker’sche Buchh. 1818

Sein Hauptwerk ist ein 4-bändiger Kommentar (inklusive Übersetzung) zu den prophetischen Büchern des Alten Testaments:
- Praktischer Commentar über die Propheten des alten Bundes mit exegetischen und kritischen Anmerkungen, Hamburg, Friedrich Perthes, 1841–1846